# Mercuer
Mercuer település Franciaországban, Ardèche megyében. Lakosainak száma 1315 fő (2022. január 1.). Mercuer Ailhon, Aubenas, Labégude, Prades és Saint-Étienne-de-Fontbellon községekkel határos.

## Népesség
A település népességének változása:
| Lakosok száma | 432  | 695  | 938  | 1142 | 1193 | 1204 | 1210 | 1210 | 1245 | 1315 |
|               | 1968 | 1982 | 1990 | 2006 | 2013 | 2015 | 2017 | 2019 | 2020 | 2022 |